# Хогг, Айма

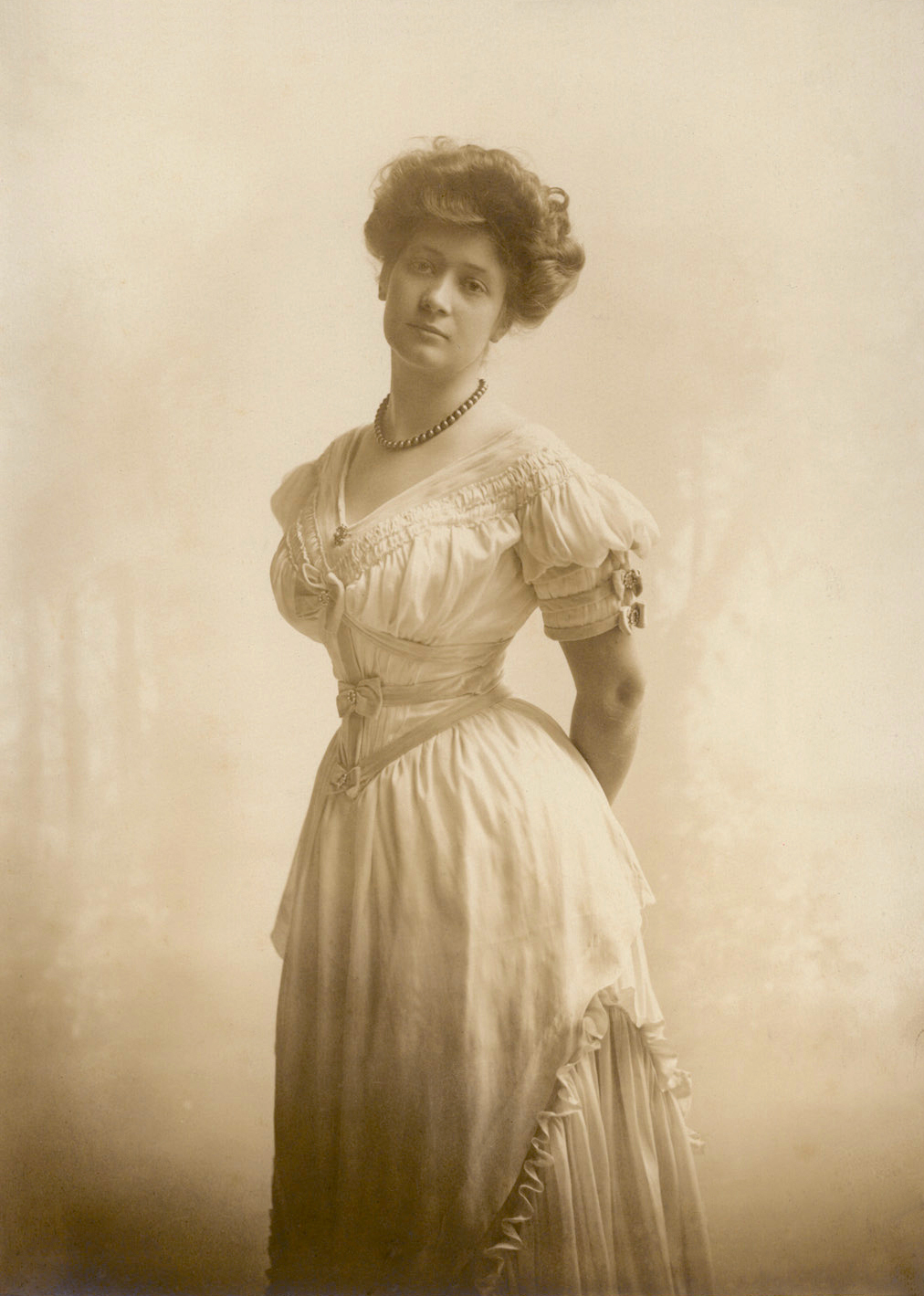
Айма Хогг, около 1900 года.

Айма Хогг (англ. Ima Hogg; 10 июля 1882, Минеола, Техас, США — 19 августа 1975, Лондон, Великобритания) — американский филантроп, меценат, коллекционер искусства, одна из самых уважаемых женщин в Техасе XX века. Её назвали «первой леди» Техаса.

## Деятельность
В её коллекцию входили произведения искусства Пабло Пикассо, Пауля Клее, Анри Матисса и других известных художников. Пожертвовала сотни произведений Хьюстонскому музею изящных искусств и служила в комитете по планированию Центра исполнительских искусств имени Джона Ф. Кеннеди в Вашингтоне. Также интересовалась ранним американским антиквариатом и служила на комитете, созданном для поиска исторической мебели для Белого дома. Восстановила и отремонтировала несколько исторических поместий, в том числе Варнерскую плантацию и Байу-Бенд, которые впоследствии пожертвовала разным художественным и историческим заведениям штата Техас. Получила множество наград и почётных званий, в том числе награду имени Луиз Е. дю Понт Крауниншилд от Национального фонда охраны памятников истории, награду Санта-Рита из Техасского университета, а также звание почётного доктора в области изобразительного искусства от Юго-западного университета.
Была дочерью Сары Энн «Сэлли» Стинсон и Джеймса Стивена «Большого Джима» Хогга, ставшего генеральным прокурором Техаса и губернатором штата. Имя было взято из поэмы «Судьба Марвина», написанной дядей по отцу Томасом Хоггом. Сочетание имени и фамилии звучит как «I’m a hog» («я свинья»). Айма Хогг всю жизнь пыталась замаскировать необычное имя, подписывая его неразборчиво и печатая канцелярские товары c формулами «I. Hogg» или «Miss Hogg». Хотя ходили слухи, что у неё была сестра по имени «Юра Хогг» («ты свинья»), на самом деле у неё были только братья. В 1895 году отец покинул государственную службу, и вскоре после этого матери был поставлен диагноз — туберкулёз. Когда в том же году мать умерла, овдовевшая старшая сестра отца переехала в Остин, чтобы заботиться о детях. В 1899—1901 годах училась в Техасском университете в Остине, а затем переехала в Нью-Йорк, где в течение двух лет училась игре на фортепиано и теории музыки. После смерти отца в 1906 году отправилась в Европу и в течение двух лет изучала музыку под руководством  Франца Шарвенки в Вене. После возвращения в Техас создала Хьюстонский симфонический оркестр и управляла им; также занимала пост президента симфонического общества.